# Rogozina (Trzebiatów)
Rogozina (deutsch Mittelhagen)  ist ein Dorf in der polnischen Woiwodschaft Westpommern. Es ist der  Landgemeinde Karnice (Karnitz) im Powiat Gryficki (Greifenberger Kreis) zugeordnet.

## Geographische Lage
Das kleine Straßendorf liegt vier Kilometer von der hinterpommerschen Ostseeküste entfernt, fünfeinhalb Kilometer westlich von Trzebiatów (Treptow a. d. Rega), etwa 19 Kilometer nördlich von Gryfice (Greifenberg i. Pom.) und etwa 30 Kilometer westlich von Kolberg. An derselben Straße liegen eng nebeneinander in westlicher Richtung das Nachbardorf Konarzewo  (Kirchhagen oder Wachholzhagen) und in östlicher Richtung das Nachbardorf Zapolice (Vockenhagen). Die drei Dörfer zusammen erstrecken sich über eine Länge von etwa dreieinhalb Kilometern.

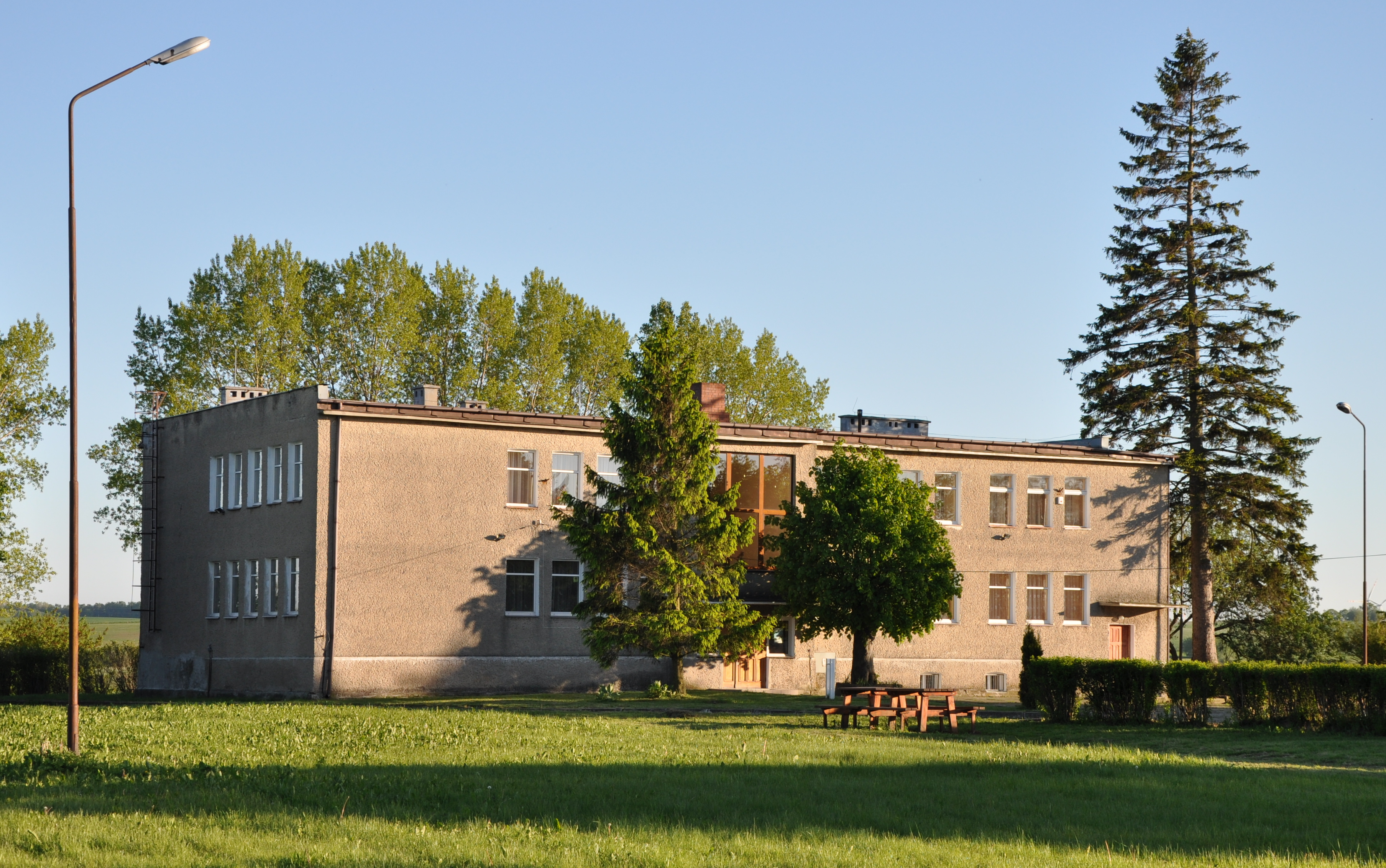
Ehemaliges Schulgebäude

## Geschichte
Gegen Ende des 18. Jahrhunderts hatte das Dorf Mittelhagen einen Freischulzenhof, zehn Bauern, sechs Büdner, von denen einer auf einer Bauernstelle wohnte, ein Hirtenhaus, einen Schulmeister ohne eigene Amtswohnung und insgesamt 12 Haushaltungen (Feuerstellen). Für die drei aneinanderstoßenden Dörfer Kirchhagen oder Wachholzhagen, Mittelhagen und Vockenhagen wurde früher gemeinschaftlich ebenfalls die Ortsbezeichnung Wachholzhagen benutzt.
Zum Ende des Zweiten Weltkriegs wurde die Region von der Roten Armee erobert und anschließend – wie ganz Hinterpommern – unter polnische Verwaltung gestellt. Soweit sie nicht bereits geflohen war, wurde die deutsche Bevölkerung von Mittelhagen ab 1946 von nach Kriegsende zugewanderten polnischen Milizionären vertrieben. Die deutsche Ortschaft Mittelhagen wurde in Rogozina umbenannt.

### Entwicklung der Einwohnerzahl
- 1933:  358 Einwohner[3]
- 1939:  327 Einwohner[3]

## Kirchspiel
Die bis 1946 evangelische Bevölkerung von Mittelhagen   besuchte die Kirche im Nachbarort   Kirchhagen oder Wachholzhagen, die zur Synode Treptow an der Rega gehörte. Die Kirchenbücher der Kirchengemeinde Wachholzhagen reichen bis 1586 zurück.